# Rhaphidophora australasica
Rhaphidophora australasica är en kallaväxtart som beskrevs av Frederick Manson Bailey. Rhaphidophora australasica ingår i släktet Rhaphidophora och familjen kallaväxter. Inga underarter finns listade.